# Katja Kipping
 Katja Kipping  (født 18. januar 1978 i Dresden, Sachsen, DDR) er en tysk politiker. Hun er én af to formænd for partiet Die Linke og medlem af den tyske forbundsdag.

## Liv og karriere
Efter studentereksamen (tysk: Abitur) i 1996 fra Annen-Gymnasium i Dresden tilbragte Katja Kipping 1996-1997 et år med frivilligt socialt arbejde i Gattjina (russisk: Га́тчина), Rusland og studerede fra 1997 til 2003 slavisk med sidefag i amerikanske studier og offentlig ret på Technische Universität Dresden (TU Dresden). Hun fik tildelt graden Magistra Artium (M. A.), hvilket omtrent svarer til en dansk cand.mag.
Katja Kipping bor i Berlin og Dresden. Hun er gift og har en datter.

## Politisk tilhørsforhold
Kipping involverede sig fra begyndelsen af sit studium i 1997 i det såkaldte Protestkontor på TU Dresden, og blev i 1998 medlem af PDS (efterfølgerpartiet til det statsbærende parti SED i det tidligere DDR). I juli 2003 blev hun næstformand for PDS med det primære ansvarsområde: det sociale område og kontakt til sociale bevægelser. Hun var i partiets dannelsesproces en af fortalerne for en forenet venstrefløj på tværs af de tidligere indertyske grænser. Den 16. juni 2007 blev hun valgt til næstformand for partiet Die Linke. Fem år senere blev hun den 2. juni 2012 med tilslutning fra 67 % af de delegerede på Die Linkes 3. partikongres valgt til formand for Die Linke i hele Tyskland. Siden da repræsenterer hun sammen med Bernd Riexinger partiet i et fælles formandskab. På partikongressen i Berlin i maj 2014 blev hun genvalgt til formandskabet med 77% af stemmerne.

## Politiske hverv
Katja Kipping var 1999-2003 medlem af byrådet i Dresden.
Fra 1999 til 2005 var hun medlem af Den sachsiske Landdag. Her var hun PDS-gruppens talskvinde for trafik- og energipolitik og var fra 2003 medlem af landdagsgruppens ledelse.
Siden 2005 har Kipping været medlem af den tyske Forbundsdag. Hun er partiets spidskandidat i Sachsen. I Forbundsdagen blev hun socialpolitisk ordfører for Die Linke. Hun er en stærk fortaler for borgerløn.
Fra 25. november 2009 til 26. september 2012 var hun formand for forbundsdagens arbejds- og socialudvalg.

## Tillidshverv
Fra december 2004 til april 2008 var Katja Kipping talskvinde for Netzwerk Grundeinkommen ("netværket borgerløn"), men opgav hvervet til fordel for arbejdet med tidsskriftet Prager Frühling ("Prags Forår"). Hun har desuden været aktiv i initiativer som "Emanzipatorische Linke" og "Rote Hilfe".

## Andre aktiviteter
Katja Kipping er en redaktør på tidsskriftet "Prager Frühling" med undertitlen "Magasin for frihed og socialisme", som er blevet udgivet fra maj 2008, fra 2014 dog kun i en web-udgave.
Kipping er et stiftende medlem af og bestyrelsesmedlem i Institut Solidarische Moderne e.V. (en politisk tænketank). Fra 24. Juni 2012 tillige som talsperson.

## Eksterne links
- Katja Kippings officielle webside (tysk) Arkiveret 24. oktober 2015 hos  Wayback Machine
- Biografi på Forbundsdagens website (tysk) Arkiveret 23. marts 2010 hos  Wayback Machine

- Wikimedia Commons har flere filer relateret til Katja Kipping